# Idotea linearis
Idotea linearis là một loài chân đều trong họ Idoteidae. Loài này được Linnaeus mô tả khoa học năm 1766.